# Xystus
Xystus — голландская группа, играющая музыку в стиле прогрессив/пауэр-метал. Была образована в городе Хертогенбос провинции Северный Брабант в 1999 году.

## История
Группа Xystus была основана в 1999 году барабанщиком Иво ван Дейком и гитаристом/вокалистом Басом Долмансом. В качестве басиста, они позвали Марка Брекелманса, а также пригласили Боба Вейтсма в качестве второго гитариста. 
На музыку Xystus оказали влияние такие группы как Symphony X и Dream Theater. 

Первый альбом группы «Receiving Tomorrow» вышел в 2004 году и сопровождался многочисленными выступлениями в Нидерландах. Коллектив выступал в поддержку Epica, Kamelot и Autumn, а также принял участие в нескольких фестивалях. В декабре 2005 года Xystus отправились в европейский тур в поддержку Epica.
После выпуска второго альбома «Surreal» в 2007 году группа уже завоевала успех в Нидерландах и получила множество положительных отзывов в прессе.
В 2007 году группа выпустила сингл «My Chrysalis».

Третий альбом группы получил название Equilibrio. Он представляет собой рок-оперу в двух актах. Студийная версия вышла в 2008 году. Для участия в опере были привлечены участники групп Epica и Orphanage, профессиональные актёры мюзиклов, симфонический оркестр и хор.

В мае 2009 место бас-гитариста занял Люк ван Херфен, ранее игравший в группе After Forever.

Сейчас музыканты активно работают над новой рок-оперой.

## Состав
- Иво ван Дейк — ударные
- Бас Долманс — вокал/бас-гитара
- Боб Вейтсма — гитара
- Люк ван Херфен — бас-гитара

Бывшие участники
- Йерон Хухе — гитара
- Тим ван Дейк — бас-гитара
- Марк Брекелманс — бас-гитара
- Йорис ван ден Керхоф — клавишные
- Пим ван Дрюнен — клавишные
- Кун ван Барнефелд — клавишные
- Десмонд Робберехт — клавишные
- Матес Суек — ударные

## Дискография
Альбомы
- Receiving Tomorrow (2004)
- Surreal (2007)
- My Chrysalis (2007)  (сингл)
- Equilibrio (2008)
- Equilibrio The DVD (2009) (DVD)